# Marie-Charlotte Hippolyte de Campet de Saujon
Marie-Charlotte Hippolyte de Campet de Saujon, condesa de Boufflers por matrimonio (6 de septiembre de 1725-28 de noviembre de 1800), fue una mujer de letras y salonnière francesa. Apodada "l'idole" por Madame du Deffand, sirvió como dama de compañía de la duquesa de Chartres, además de ser amante del hermano de ésta, el príncipe de Conti.

## Biografía
Nacida en Ruan, fue hija de Charles-François de Saujon, barón de la Rivère, y de Louis-Angélique de Barberin de Reignac. Contrajo matrimonio el 15 de febrero de 1746 con el conde Édouard de Boufflers-Rouverel, capitán de caballería en el regimiento de Bellefonds, con quien tuvo un hijo, Louis-Édouard de Boufflers-Rouverel (1746-1795), quien a su vez contrajo matrimonio con Amelie Constance des Alleurs. Poco después del enlace, Marie-Charlotte se convirtió en dama de compañía de la duquesa de Chartres y en amante de su hermano Luis Francisco, VI príncipe de Conti, a quien conoció en el Palacio Real.
Tras una discusión con la poderosa familia Orléans, Marie-Charlotte se instaló en un hotel privado contiguo al palacio del Gran Prior. Hasta 1789, la condesa mantuvo un salón dentro del hotel, en el cual recibió a enciclopedistas tales como Denis Diderot, David Hume, Grimm, Jean-Jacques Rousseau, el abate Prévost, el abate Morellet y Beaumarchais. Rodeada de la sociedad más culta del momento y bajo la influencia de los enciclopedistas, Marie-Charlotte se convirtió en autora de algunas obras de literatura y poesía ligera.
Viajó a Londres en 1763 durante las negociaciones de paz como acompañante de Madame d'Usson, esposa del embajador francés. Una vez allí, la condesa conoció a Samuel Johnson y Horace Walpole, a quienes recibió en el Château de Stors, en París, propiedad que le fue otorgada por el príncipe de Conti tras la muerte de Madame Panneau d'Arty en 1765.
Ajena a Versalles, acudió al palacio por primera vez tras la muerte de su suegro, siendo presentada oficialmente en 1770 por su entonces amante el mariscal de Luxemburgo. Tras la muerte de su esposo en octubre de 1764, Marie-Charlotte esperaba contraer matrimonio con su amante el príncipe de Conti, si bien acabó desistiendo como consecuencia de la falta de interés de este último.
En 1773, la condesa adquirió una casa en Auteuil a la cual se retiró tras el deceso de príncipe en 1776. Agente del rey Gustavo III de Suecia, Marie-Charlotte arregló en 1786, según la tradición, el matrimonio entre Germaine Necker y el embajador sueco Erik Magnus Staël von Holstein, barón de Staël. Entre sus propiedades se encontraba también el Château de La Rivière en Fronsac, el cual vendió en 1794.
Arrestada durante el Reinado del Terror, fue juzgada y posteriormente absuelta por el Tribunal Revolucionario. Murió en Ruan el 28 de noviembre de 1800.